# Осот полевой
Осо́т полево́й, или Осот жёлтый, или Осот молоча́йный (лат. Sónchus arvénsis) — вид травянистых растений рода Осот семейства Астровые, или Сложноцветные (Asteraceae). Корнеотпрысковый многолетник.

## Ботаническое описание

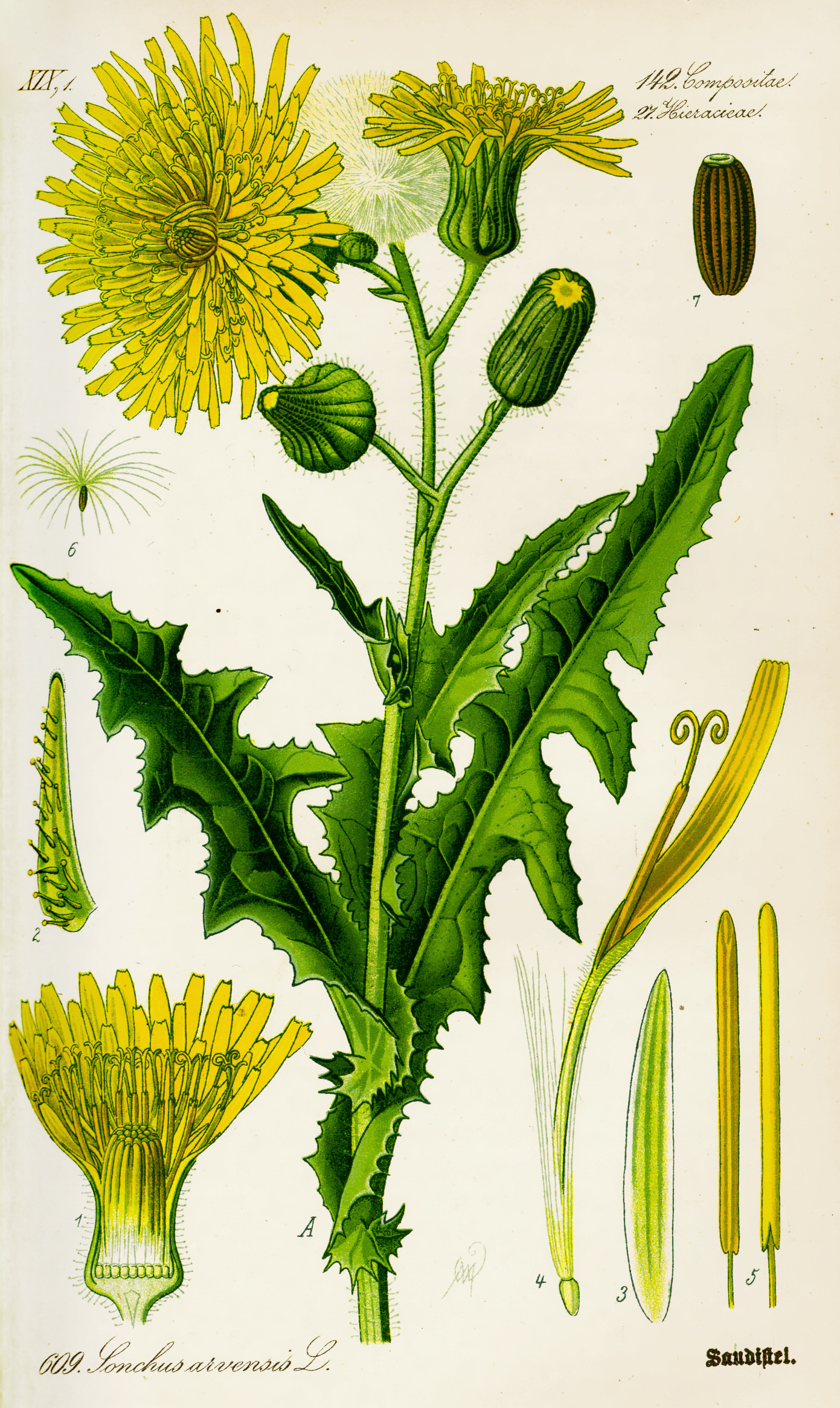

Корневищный многолетник достигает двух метров в высоту. Слабоколючий стебель простой, с безлистной верхней частью.
Листья колючие, с треугольными зубчатыми боковыми долями, стеблеобъемлющие.
Мелкие золотисто-жёлтые цветки собраны в крупные корзинки, окружённые у основания обёрткой из ланцетовидных листочков. В Средней полосе России цветёт в июне.
Плод — серовато-бурая веретенообразная семянка с хохолком, состоящим из белых неветвистых волосков. Семянки прикреплены к цветоложу непрочно и легко разносятся ветром.

## Распространение и экология
Растение широко распространено на территории России, встречается в том числе в Ленинградской области, Приморье и Приамурье.
Способно произрастать в условиях обильного увлажнения, от лугово-степного до болотного, предпочитает богатые почвы, хотя может выдерживать и слабое засоление. Растёт также на залежах, вырубках, огородах, полях (особенно пропашных культур), вдоль дорог.

## Хозяйственное значение и использование
Обременительное сорное растение, один из самых тягостных полевых сорняков. Вид засоряет все типы посевов, встречается также на парах, в садах и огородах. Содержит белый млечный сок и неохотно поедается скотом. Как злостный сорняк осот широко распространён в лесной зоне европейской части России и сопредельных стран, в степной зоне его значение падает, а в пустынной он и вовсе не встречается на полях, даже орошаемых.
Даёт медоносным пчёлам много нектара и пыльцу-обножку. Нектаропродуктивность 100 цветков в условиях юга Дальнего Востока колебалась 10,3—17,6 мг, а мёдопродуктивность сплошного покрова 250—300 кг/га. Даёт поддерживающий или продуктивный взяток. В период массового цветения принос нектара и пыльцы достигает 4,5 кг, выделению нектара способствует тёплая и влажная погода. В иные годы сильная семья может собрать до 35 кг мёда. Мёд светло-жёлтый, с приятным запахом. Пригоден для зимовки пчёл.
На пастбище поедается всеми видами скота и отлично отрастает после стравливания. Также отлично поедается в сене, скошенном до цветения. По мнению И. В. Ларина, является недооценённым кормовым растением, которое заслуживает введения в культуру.
В молодом возрасте стебли и листья съедобны. Употребляются в сыром виде как салат, а в варёном для супов и пюре.

## Классификация

### Таксономия[6]
Sonchus arvensis L., 1753, Sp. Pl. : 793
Вид Осот полевой относится к роду Осот семейства Астровые (Asteraceae) порядка Астроцветные (Asterales). Кладограмма в соответствии с Системой APG IV по состоянию на июнь 2023 года:
|  |                                      |  |                                   |                                   |                    |  | ещё 10 семейств | ещё 10 семейств |                |  |                         |  | еще 111 подтвержденных видов и 110 таксонов, ожидающих подтверждения | еще 111 подтвержденных видов и 110 таксонов, ожидающих подтверждения |  |
|  |                                      |  |                                   |                                   |                    |  | ещё 10 семейств | ещё 10 семейств |                |  |                         |  | еще 111 подтвержденных видов и 110 таксонов, ожидающих подтверждения | еще 111 подтвержденных видов и 110 таксонов, ожидающих подтверждения |  |
|  |                                      |  |                                   | порядок Астроцветные              |                    |  |                 |                 | род Осот       |  |                         |  |                                                                      |                                                                      |  |
|  |                                      |  |                                   | порядок Астроцветные              |                    |  |                 |                 | род Осот       |  | 3 внутривидовых таксона |  |                                                                      |                                                                      |  |
|  | отдел Цветковые, или Покрытосеменные |  |                                   |                                   | семейство Астровые |  |                 |                 | Осот полевой   |  |                         |  |                                                                      |                                                                      |  |
|  | отдел Цветковые, или Покрытосеменные |  |                                   |                                   |                    |  |                 |                 |                |  |                         |  |                                                                      |                                                                      |  |
|  |                                      |  | ещё 63 порядка цветковых растений | ещё 63 порядка цветковых растений |                    |  |                 | ещё 1787 родов  | ещё 1787 родов |  |                         |  |                                                                      |                                                                      |  |
|  |                                      |  |                                   | ещё 63 порядка цветковых растений |                    |  |                 |                 | ещё 1787 родов |  |                         |  |                                                                      |                                                                      |  |

### Внутривидовые таксоны
- Sonchus arvensis subsp. arvensis
- Sonchus arvensis subsp. humilis  (N.I.Orlova) Tzvelev
- Sonchus arvensis subsp. uliginosus (M.Bieb.) Nyman

### Синонимы
- Sonchus arvensis f. arvensis
- Sonchus vulgaris subsp. vulgaris
- Sonchus vulgaris subsp. arvensis  (L.) Rouy
- Sonchus arvensis var. tenggerensis  Hochr.
- Sonchus arvensis var. arvensis